# Мильченко, Семён Калинович
Семён Калинович Мильченко (1921—1966) — старший лейтенант Рабоче-крестьянской Красной Армии, участник Великой Отечественной войны, Герой Советского Союза (1943).

## Биография
Семён Мильченко родился 18 августа 1921 года в селе Григоровка (ныне — Барвенковский район Харьковской области Украины). После окончания десяти классов школы работал техником по ремонту. В 1939 году Мильченко был призван на службу в Рабоче-крестьянскую Красную Армию. В 1942 году он окончил Владивостокское пехотное училище. С того же года — на фронтах Великой Отечественной войны.
К сентябрю 1943 года гвардии старший лейтенант Семён Мильченко командовал стрелковой ротой 203-го гвардейского стрелкового полка 70-й гвардейской стрелковой дивизии 13-й армии Центрального фронта. Отличился во время битвы за Днепр. 20 сентября 1943 года Мильченко переправился через Днепр в районе села Теремцы Чернобыльского района Киевской области Украинской ССР и вместе со своей ротой принял активное участие в боях за захват и удержание плацдарма на его западном берегу.
Указом Президиума Верховного Совета СССР от 16 октября 1943 года за «образцовое выполнение боевых заданий командования на фронте борьбы с немецкими захватчиками и проявленные при этом мужество и героизм» гвардии старший лейтенант Семён Мильченко был удостоен высокого звания Героя Советского Союза с вручением ордена Ленина и медали «Золотая Звезда» за номером 1803.
После окончания войны Мильченко был уволен в запас. Проживал и работал в Краматорске. Скоропостижно умер 12 ноября 1966 года.
Был также награждён орденами Отечественной войны 1-й и 2-й степени, рядом медалей.

## Память
В 2015 году его имя было увековечено на отдельном гранитном пилоне Аллеи Героев в Сквере Победы в Биробиджане.